# 哥斯達黎加中部山脈
哥斯達黎加中部山脈（西班牙語：Cordillera Volcánica Central），是哥斯達黎加的山脈，位於該國中部，屬於中美洲火山弧的一部分，該山脈橫跨76公里，最高點是海拔高度3,432米的伊拉蘇火山。

### 脚注
1. ↑  Hopkins, Jack W. . Westport, Connecticut: Greenwood Publishing Group. 1995: 18. ISBN 0-275-95349-1.

### 其它来源
- Costa Rican Vulcanologic and Seismologic Observatory: Turrialba*（页面存档备份，存于）